# گمینا بدلنو
گمینا بدلنو (به لهستانی:  Gmina Bedlno) یک گمینا در لهستان است که در شهرستان کوتنو واقع شده‌است. گمینا بدلنو ۱۲۶٫۰۲ کیلومتر مربع مساحت و ۶٬۱۵۳ نفر جمعیت دارد.